# Organisation pour la liberté des femmes en Irak
Vous lisez un « bon article » labellisé en 2010.
L'Organisation pour la liberté des femmes en Irak (OLFI), également connue sous son sigle anglophone OWFI (pour Organization of Women's Freedom in Iraq), est une organisation non gouvernementale consacrée à la défense des droits des femmes en Irak. Elle est fondée en juin 2003 par Yanar Mohammed, Nasik Ahmad et Nadia Mahmood. Elle défend la pleine égalité hommes-femmes et la laïcité, et lutte contre l'islamisme et l'occupation américaine. Sa présidente est Yanar Mohammed et sa porte-parole internationale, Houzan Mahmoud.
À l'origine de l'OLFI se trouve l'Organisation indépendante des femmes, active au Kurdistan de 1992 à 2003 malgré la répression gouvernementale et islamiste, et la Coalition de défense des droits des femmes irakiennes, fondée en 1998 par des irakiennes en exil. L'OLFI concentre son action sur la lutte contre la charia, contre les enlèvements et assassinats de femmes et contre les crimes d'honneur. Forte de plusieurs milliers de membres, elle dispose d'un réseau de soutien à l'extérieur, notamment aux États-Unis. Ses militantes et ses dirigeantes ont plusieurs fois fait l'objet de menaces de mort de la part d'organisations islamistes.

## Histoire (1992-2003)
L'Organisation pour la liberté des femmes en Irak résulte de la transformation, en juin 2003, de l'Organisation indépendante des femmes, créée en 1992 au Kurdistan d'Irak, alors autonome, et de son réseau international, la Coalition de défense des droits des femmes irakiennes, dont le premier comité avait été créé à Toronto en 1998.

### L'Organisation indépendante des femmes
La situation issue de la guerre du Golfe et de l'insurrection kurde de 1991, qui donne au Kurdistan irakien une situation d'autonomie de fait, malgré les rivalités entre les zones contrôlées par les deux grands partis nationalistes (Parti démocratique du Kurdistan, à Erbil et Union patriotique du Kurdistan à Souleimaniye), permet un développement de la société civile et des revendications liées aux droits des femmes.

#### Fondation et fonctionnement

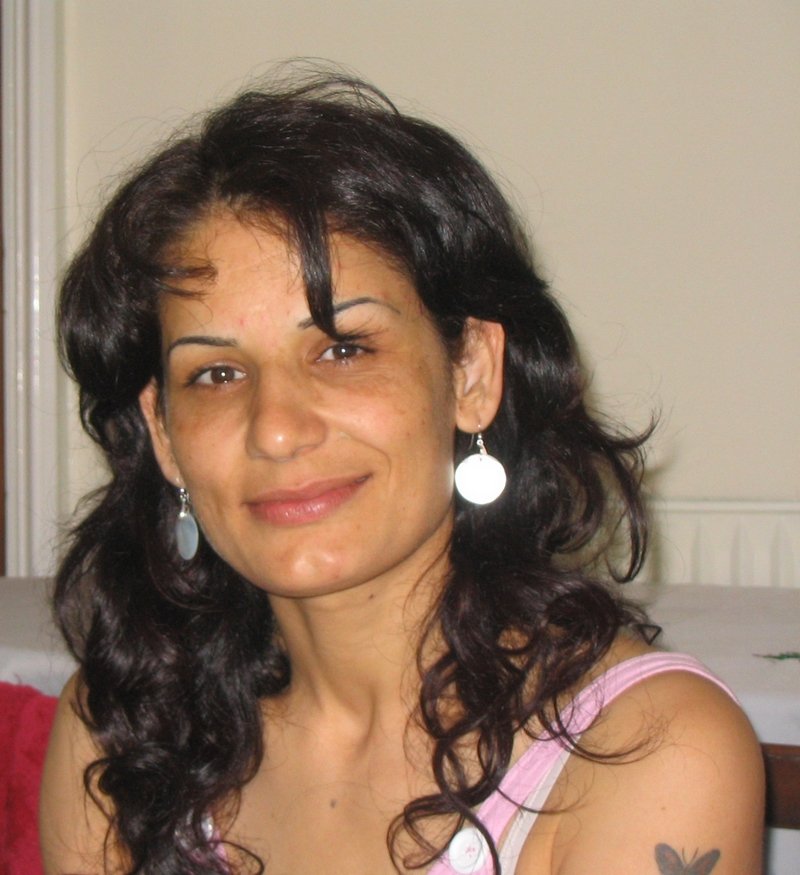
Surma Hamid, Londres, 2006.

Le 8 mars 1992, journée internationale des femmes, huit militantes fondent au Kurdistan un comité d'organisation pour une Organisation indépendante des femmes. Le 14 mai, cette organisation est officiellement créée, dans une assemblée qui rassemble 50 personnes. Elle concentre son activité sur la lutte contre les crimes d'honneur, qui ont été quasi-légalisés par Saddam Hussein. Au pic de son activité, de 1994 à 1999, l'OIF compte 2 000 adhérentes, possède un foyer d'accueil et déclare avoir sauvé la vie de 250 femmes. Elle considère que de 1991 à 2001, 4 000 femmes ont été victimes de crimes d'honneur au Kurdistan, tandis que selon d'autres sources leur nombre est de 800. Deux militantes de l'OIF, Rega Rauf et Muzzafar Mohamadi, ont publié une liste de 500 noms de victimes, avec les renseignements qu'elles ont pu recueillir.
L'action de l'OIF s'étend à Souleimaniye, Erbil, Koya, et les militantes visitent régulièrement camps de réfugiés, usines, hôpitaux et écoles pour y mener campagne en faveur des droits des femmes. Les revendications mettent l'accent sur les questions quotidiennes les plus fondamentales : « Jusqu'ici, des centaines de femmes ont été tuées au Kurdistan d'Irak, simplement parce qu'elles sont tombées amoureuses, ou parce qu'elles ont réclamé leurs droits élémentaires — comme le droit de divorcer, ou d'être traitée comme un être humain, d'aller dehors, d'être libre de parler à d'autres hommes », explique sa présidente Nasik Ahmad. L'activité de celle-ci lui vaut, dès 1995, d'être sous la menace d'une fatwa lancée par les Brigades Badr, une organisation islamiste armée soutenue par l'Iran, la condamnant à mort.
Surma Hamid (née en 1975), militante de l'OIF à partir de 1993, a raconté son parcours et le fonctionnement de l'organisation. Née dans un quartier pauvre d'Erbil, excisée à l'âge de cinq ans, mariée par sa famille à quinze, battue par son mari, elle rencontre une collègue de sa sœur, militante de l'OIF, qui lui parle des droits des femmes. Elle rejoint l'organisation, ainsi que le Parti communiste-ouvrier d'Irak et parvient pendant plusieurs années à cacher ses activités politiques à son mari : « Dans mon quartier, j'ai commencé à organiser les femmes, à constituer un réseau. En un mois, j'en ai amené vingt, on arrangeait des réunions chez ma mère, et elles adhéraient secrètement à l’Organisation indépendante des femmes. »
Ce travail discret, où les discussions portent sur les violences faites aux femmes, les crimes d'honneur, les mariages arrangés, les mutilations génitales féminines, le plaisir sexuel — mais dont la contraception semble absente — est complété par des démarches auprès des médecins, des conférences dans les universités et des campagnes politiques pour l'égalité économique et sociale des femmes et des hommes. Des contacts sont pris avec d'autres mouvements, notamment l'organisation des femmes du Parti communiste irakien.

#### Répression

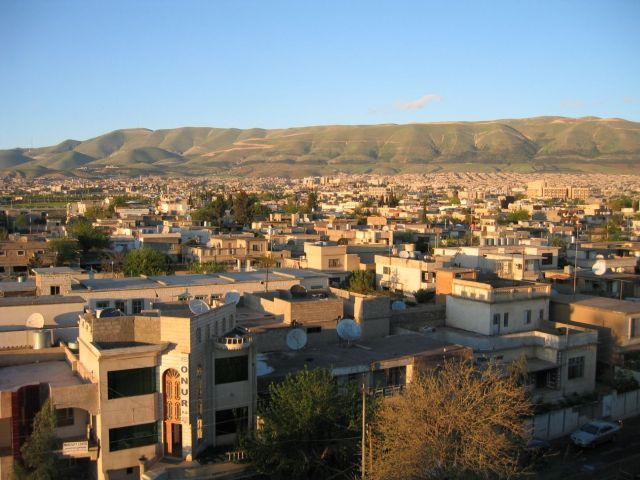
La ville de Souleimaniye, où l'Organisation indépendante des femmes avait ses locaux, a été lieu d'attaques violentes contre celle-ci en 1998 et en 2000.

En 1995, les Brigades Badr, une milice chiite, lancent une fatwa contre plusieurs dirigeants du Parti communiste-ouvrier d'Irak, dont Nasik Ahmad, dirigeante de l'OIF, en raison de leur opposition à l'« apartheid sexuel ». Une prime est offerte pour leur assassinat.
En 1998, la notoriété croissante de l'OIF inquiète à la fois le gouvernement nationaliste du Parti démocratique du Kurdistan et les islamistes. Un prédicateur radical influent à Erbil, Malla Bachir, qui considère l'OIF comme une menace pour la société, lance une fatwa condamnant à mort cinq militantes de l'OIF, dont Surma Hamid. Cette menace a sans doute été bien préparée, car il révèle son véritable nom, alors qu'elle n'est connue que sous le pseudonyme de Frichda (Ange). Goran, la chaîne de télévision du PDK propose un débat contradictoire, que Malla Bachir finit par refuser.
Le juge refuse de la recevoir, donnant raison à Malla Bachir. Le même jour, un commando armé islamiste attaque le local du Parti communiste-ouvrier d'Irak, tuant quatre personnes, dont Shapur Abdelkader, membre du bureau politique, et Kabir Adil, du comité central, qui avait aidé les militantes de l'OIF à préparer la plainte. Les cinq femmes sont contraintes de se réfugier dans la clandestinité. Enceinte, Surma Hamid passe plusieurs mois cachée, avant de passer illégalement la frontière turque, où elle obtient le statut de réfugiée. Ces menaces d'assassinat contraignent d'autres militantes à quitter le pays : Kajal Aziz, Hana Kahdem et Nazanin Ali Shari, également militantes du Parti communiste-ouvrier d'Irak, demandent l'asile politique au Canada et s'installent à Toronto. En 1997, l'une des fondatrices, le docteur en médecine Shier Gharib (née en 1970), demande l'asile politique au Canada.
Le 13 juillet 2000, Nasik Ahmad, médecin, présidente de l'OIF, est arrêtée au cours d'une manifestation à Souleimaniye contre les coupures d'eau et d'électricité, et contre les pressions exercées par le gouvernement contre leurs activités. Plusieurs dirigeants du Parti communiste-ouvrier d'Irak sont également détenus, tandis que des membres du Parti communiste-ouvrier d'Iran, réfugiés au Kurdistan, sont tués le même jour par les forces de sécurité de l'Union patriotique du Kurdistan. Alertée, Amnesty International lance une action urgente pour éviter la torture ou l'exil. Les prisonniers sont relâchés peu après, mais l'UPK interdit que les locaux de ces organisations soient situés dans des quartiers résidentiels, officiellement en raison des risques d'attentats. Le lendemain six autres membres du Parti communiste-ouvrier d'Irak sont tués, forçant cette organisation à entrer dans la clandestinité, alors qu'elle menait une importante campagne pour un référendum sur l'indépendance du Kurdistan.
Quelques jours plus tard, le 21 juillet 2000, les forces de sécurité de l'UPK ferment le foyer de l'OIF à Souleimaniye, et saisissent l'ensemble des archives. Douze femmes, dont deux enceintes, et cinq enfants y résident alors : on leur donne une demi-heure pour sortir. Face à leur refus, elles sont emprisonnées. Un communiqué de l'OIF dénonce « une agression contre le mouvement des femmes dans sa lutte contre le chauvinisme mâle et les traditions réactionnaires ». À propos de cette attaque, les chercheurs canadiens Shahrzad Mojab et Amir Hassanpour remarquent que : « Les deux gouvernements kurdes ont ouvert plus de mosquées que de foyers pour les femmes. En réalité, ils n'ont même créé aucun foyer pour les femmes ». Le même jour, le poète Shazin Heersh est arrêté pour avoir dénoncé la fermeture du foyer et les arrestations. Saman Mohammad, Haydar Rassam et Mohammad Najam, trois membres de la garde du Parti communiste-ouvrier d'Irak, chargés de la protection des locaux de l'OIF, sont également détenus sans charge. Amnesty International lance une nouvelle action urgente pour leur libération, et alerte l'opinion sur le sort des pensionnaires du foyer, qui risquent d'être rendues à leurs familles — rappelant que l'une d'entre elles, Nasrin Aziz Rashid, sortie du foyer en juin, avait déjà été tuée par sa famille. Plusieurs militantes, dont Rega Rauf, sont contraintes à l'exil.

### La Coalition de défense des droits des femmes irakiennes

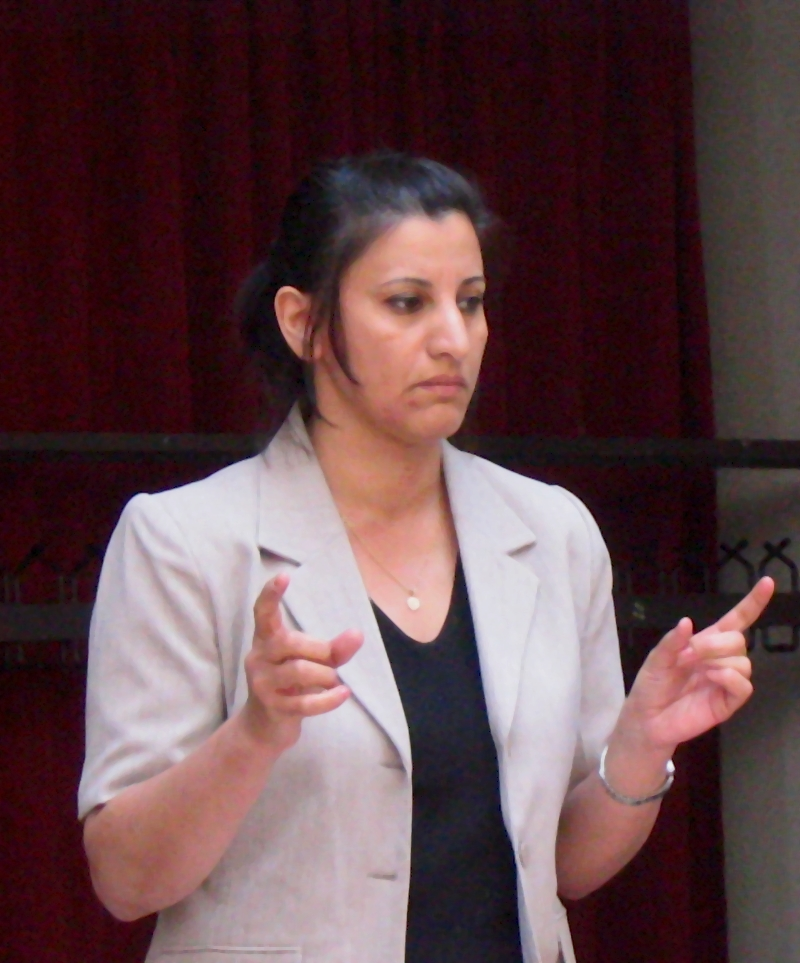
Nadia Mahmood, photographiée lors d'une conférence donnée à Londres en 2007.

Le 20 mai 1998, l'architecte Yanar Mohammed (née en 1962) fonde à Toronto une association nommée Défense des droits des femmes irakiennes (DIWR), qui s'investit particulièrement dans la lutte contre l'embargo. Réfugiée en Australie, le médecin Layla Muhammad (décédé à la suite d'une maladie le 24 juillet 2010) fonde à Sydney le Comité de Défense des droits des femmes irakiennes. C'est le retour de ces militantes, disposant déjà d'un solide réseau international, à Bagdad en 2003 qui permettra la création de l'OLFI, aussitôt après la chute du régime de Saddam Hussein : « Nous sommes des femmes de l'Occident et de l'Orient », explique Layla Muhammad. Il se constitue un réseau international, sous le nom de Coalition irakienne pour les droits des femmes, dont les coordinatrices sont Houzan Mahmoud en Grande-Bretagne, Layla Muhammad en Australie, Khayal Ibrahim au Canada, Arouba Sabir aux États-Unis et Halala Raafi en Suède. Houzan Mahmoud, jusqu'ici simple sympathisante des mouvements d'extrême gauche moyen-orientaux inspirés de la pensée de Mansoor Hekmat, prend la direction du journal Equals rights now (« Égalité des droits maintenant »), assistée par Yanar Mohammed et Nadia Mahmoud.

### Création de l'Organisation pour la liberté des femmes en Irak
Le 22 juin 2003, Nasik Ahmad, Yanar Mohammed et Nadia Mahmood signent le texte de fondation de l'Organisation pour la liberté des femmes en Irak, dans laquelle l'Organisation indépendante des femmes et Défense des droits des femmes irakiennes s'intègrent aussitôt. Yanar Mohammed, qui vivait réfugiée au Canada avec son fils, choisit de retourner vivre à Bagdad pour développer l'OLFI. En août 2003, Nasik Ahmad tentera également un retour à Souleimaniye, avant de repartir pour l'Allemagne où elle est réfugiée.
Toute comme la création de l'OIF était liée aux possibilités offertes par la situation du Kurdistan après 1991, celle de l'OLFI répond aux nouvelles conditions liées à la chute du régime de Saddam Hussein.

## Programme et conceptions

### Programme
La déclaration de fondation de l'OLFI contient un programme en six points :
1. « Mettre en place une loi humaniste fondée sur l'égalité et l'assurance de la plus grande liberté pour les femmes, et abolir de toute forme de loi discriminatoire ;
2. Séparer de la religion de l'état et de l'éducation ;
3. Mettre fin à toute forme de violence contre les femmes et les meurtres d'honneur, et mettre l'accent sur la punition des meurtriers de femmes ;
4. Abolir le voile obligatoire, le voile pour les enfants et protéger la liberté de s'habiller ;
5. Mettre en place la participation égale des femmes et des hommes dans toutes les sphères sociales, économiques, administratives et politiques, à tous les niveaux ;
6. Abolir la ségrégation sexuelle des écoles à tous les niveaux[21] ».

### Conceptions
L'OLFI renvoie dos-à-dos forces d'occupation et islamistes. « Le régime de Saddam flirtait avec les islamistes ; maintenant, les islamistes sont partout dans les rues. Les États-Unis autorisent, soutiennent même les islamistes en Irak. La montée des forces Islamiste en Irak est directement liée à l'invasion américaine », expliquait déjà en 2004 Yanar Mohammed, considérant également que les mouvements irakiens soutenus par l'Iran et l'Arabie saoudite partageaient, au-delà de leurs divergences, les mêmes conceptions misogynes. Elle explique que « tant que les Américains seront en Irak, ils vont attirer comme un aimant le terrorisme islamiste mondial. Ils sont venus avec tout leur fric, pour utiliser notre haine de l’invasion, recruter des jeunes hommes pour leurs attentats inhumains, pour afghaniser l’Irak. »
L'OLFI dénonce les violences contre les personnes homosexuelles en Irak : « Les brigades Badr (les milices du conseil suprême de la révolution islamique en Irak, l'un des plus puissants partis au gouvernement) ont lancé une campagne de terreur contre les civils. Récemment, ils se sont particulièrement attaqués aux gays, lesbiennes et transsexuels. Les divisions religieuses et confessionnelles sont chaque jour plus fortes, et les personnes LGBT et les femmes en sont les principales victimes », écrit Houzan Mahmoud dans le Guardian. En 2009, Yanar Mohammed a dénoncé à Al-Arabiya les tortures et assassinats d'hommes homosexuels à Bagdad par des groupes armés chiites, information confirmée par la chaîne après visite de la morgue Bab-al-Moazaam.
L'OLFI est hostile à toute forme d'argumentation fondée sur les normes culturelles, nationales ou ethniques surtout lorsque celles-ci sont employées pour justifier des inégalités : « Dans un monde où nous sommes définies et « identifiées » sur la base de la nationalité, de l'ethnicité et de la religion (jusqu'à la plus petite des sectes) la catégorie « femme » est de plus en plus reléguée à un statut secondaire. Dans les pays où le système politique est fondé sur un diktat religieux, les femmes n'ont aucun droit à vivre, à penser, à agir ou à décider pour elles-mêmes », explique Houzan Mahmoud.
Certaines militantes irakiennes des droits des femmes, soucieuses d'établir un dialogue avec les femmes islamistes, se tiennent à distance du radicalisme féministe et laïc de l'OLFI.

## Campagnes, actions et enquêtes

### Contre la charia et la nouvelle constitution de l'Irak

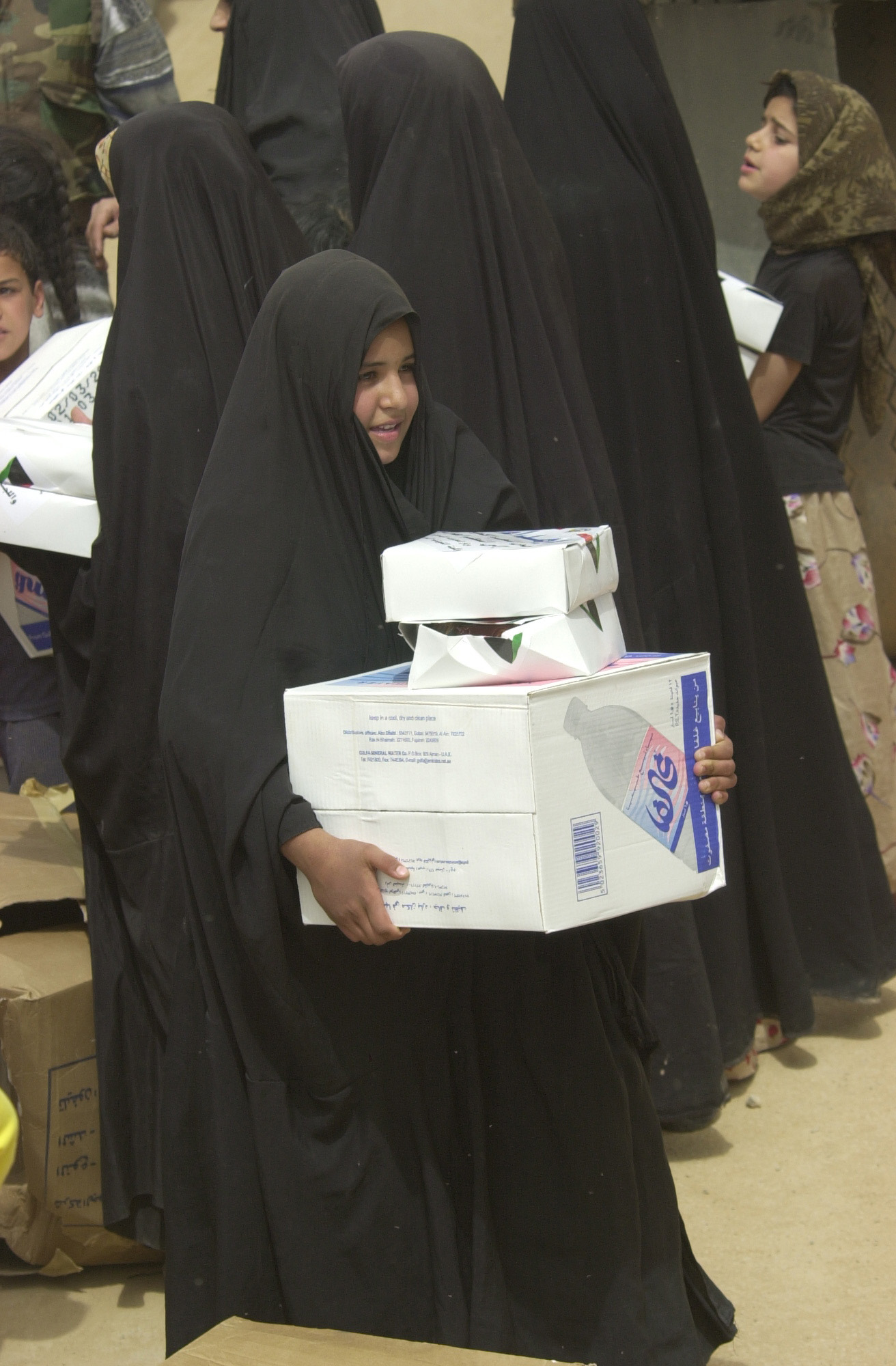
Peu courant chez les jeunes femmes urbaines, le voile noir s'est rapidement répandu en Irak sous la pression des islamistes à partir de 2003. L'OLFI critique cette imposition.

Le 29 janvier 2004, le gouvernement intérimaire irakien, fortement soutenu par le conseil suprême de la révolution islamique en Irak et malgré l'hostilité de l'administrateur américain Paul Bremer, lance la résolution 137 qui introduit la charia dans la loi sur le statut civil personnel, qui depuis 1958 fondait les droits et libertés des femmes irakiennes. Cette résolution permet des interprétations très différentes selon les communautés religieuses de la loi de 1958. Par son flou, elle ouvre une brèche supplémentaire dans le droit civil au risque d'exacerber les tensions inter-religieuses en Irak. Dans un communiqué, l'OLFI affirme : « L'Irak est une société laïque. Les femmes et les hommes d'Irak n'ont jamais imaginé renverser le fascisme baasiste seulement pour le remplacer par la dictature islamique ». Malgré la réputation laïque de l'Irak, la charia n'était pas totalement absente avant 2003, puisque la loi sur le statut civil personnel prévoyait que, lorsqu'un cas n'était pas expressément prévu par la loi, c'est la charia qui prévaudrait. Une coalition de 85 organisations de femmes, dans laquelle l'OLFI joue un certain rôle moteur, au moins dans la communication internationale, lance un mouvement de protestation. Un mois plus tard, le 29 janvier 2004, la résolution est retirée.
À partir de septembre 2004, l'OLFI lance une nouvelle campagne contre l'imposition du port du voile par les milices islamistes, notamment dans les universités.
Le problème se pose à nouveau en 2005 lors du débat sur la nouvelle constitution, qui considère l'islam comme l'une des sources du droit irakien. , écrit alors Yanar Mohammed. Pour les mêmes raisons, l'OLFI a dénoncé les élections de 2005, dominées par les partis hostiles aux droits des femmes.

### Contre les enlèvements et assassinats de femmes
Dès août 2003, l'OLFI a organisé une manifestation pour attirer l'attention sur la croissance rapide des viols et enlèvements. Une lettre officielle envoyée à Paul Bremer, responsable de l'administration américaine de l'Irak, sur la question des violences contre les femmes, est restée sans réponse.
L'OLFI mène un travail de recensement des femmes portées disparues depuis l'entrée des troupes américaines en Irak. Elle estime leur nombre à 3 500 de mars 2003 à octobre 2006, dont la plupart auraient été enlevées pour être prostituées dans d'autres pays du golfe Persique. Le témoignage de l'une de ces femmes, Mariam, qui a pu s'échapper et être rapatriée à Bagdad par l'OLFI, a permis d'éclairer le fonctionnement de ces réseaux. L'OLFI a signalé à la journaliste française Anne-Sophie Le Mauff d'autres cas à Mossoul, par des femmes qui étaient parvenues à s'enfuir. L'UNHCR et l'UNICEF ont depuis confirmé l'importance de ce trafic. En août 2007, ce chiffre s'élèverait à 4 000, dont 20 % ont moins de 18 ans. 15 % des veuves de guerre seraient contraintes à la prostitution, déclare Nuha Salim, porte-parole de l'OLFI, sur les ondes d'Al Jazeera. L'OLFI a créé une équipe, menée par Basma Rahim, chargée de constituer un dossier sur ce sujet, et d'assister psychologiquement ces femmes.
Les « mariage[s] de plaisir » sont également dénoncés par l'OLFI. Il s'agit d'une pratique apparemment fondée sur le droit musulman, qui a été réactualisée dans l'Irak occupé : elle autorise un homme à épouser, contre don monétaire, une femme pour une durée déterminée. Dans la plupart des cas, il s'agit d'une couverture légale pour la prostitution.
Une enquête de l'OLFI a porté sur les assassinats de femmes. Yanar Mohammed en arrive à la conclusion suivante : « Selon nos estimations, pas moins de trente femmes sont exécutées chaque mois par les milices à Bagdad et dans sa banlieue. Durant les dix premiers jours de novembre 2007, plus de 150 corps de femmes non réclamés, la plupart d'entre elles décapitées, défigurées, ou portant des traces de tortures extrêmes, sont passées par la morgue de Bagdad ». Pour elle, ces assassinats sont liés aux crimes d'honneur ; mais dans ce cas, il s'agit d'une forme nouvelle, puisque la mise à mort échappe au cercle familial pour devenir l'affaire des groupes paramilitaires.
À partir de 2006, l'OLFI porte son enquête sur le lien entre les enlèvements massifs de femmes et les réseaux de prostitution. Ses militantes ont cartographié et étudié la prostitution pour comprendre le fonctionnement et l'étendue des trafics, montrant que la majorité des prostituées sont mineures et que les réseaux s'étendent à tout le Moyen-Orient. Cette campagne d'enquête, popularisée par une interview sur la chaîne MBC en mai 2009, aurait été dénoncée sur la chaîne pro-gouvernementale Al-Iraqia, considérant qu'elle constituait une « humiliation pour les femmes irakiennes ». En effet, peu avant sa démission, la ministre des affaires féminines Nawal al-Samarraie avait déclaré que les trafics étaient limités et que les filles étaient volontaires, ce que Yanar Mohammed avait dénoncé.

### Contre les crimes d'honneur
En 1990, Saddam Hussein introduit dans le nouveau code pénal l’article 111, exemptant de peine l’homme qui tue une femme pour défendre l’honneur de sa famille. Dès lors, les crimes d'honneur n'ont cessé de croître. Cette loi a été abolie en 2000 dans la zone UPK du Kurdistan.
Les informations fournies par l'OLFI sur la recrudescence des crimes d'honneur depuis 2003 ont été reprises en septembre 2006 dans un rapport de l'UN Assistance Mission for Iraq (UNAMI).

#### L'assassinat de Du’a Khalil Aswad
Le 7 avril 2007, Du’a Khalil Aswad, une jeune fille Yezidi, une minorité religieuse au Kurdistan, âgée de 17 ans, est lapidée en public par des membres de sa famille. Pour la première fois, l'événement est filmé à l'aide d'un téléphone portable et circule rapidement sur Internet. Il déclenche une vague de violences à caractère ethnique et confessionnel, auxquels la branche irakienne d'al-Qaida a participé. Houzan Mahmoud, porte-parole internationale de l'OLFI originaire du Kurdistan, a mené une campagne importante pour dénoncer ce crime d'honneur et obtenir que les coupables soient identifiés. Quatre personnes ont été arrêtées et le chef de la police locale remplacé.
Le 7 avril 2008, l'OLFI et la Coalition internationale contre les crimes d'honneur (ICAHK) ont organisé à Londres une journée de commémoration rappelant le meurtre de Du'a. Heather Harvey, d'Amnesty International, ainsi que les féministes iraniennes Maryam Namazie et Azar Majedi ont participé à cet événement.

#### Les foyers d'accueil
L'OLFI a créé à Bagdad, à Kirkouk, Erbil et Nassiriya des foyers d'accueil pour les femmes et les couples menacés de crimes d'honneur par leur famille. L'emplacement des foyers est tenu secret et ils sont gardés en permanence. Un numéro d'appel d'urgence est mis à disposition dans chaque numéro d'al-Moussawat. Un « Chemin de fer souterrain » a été mis en place, avec l'aide de l'association américaine Madre, pour permettre à certaines femmes de quitter clandestinement le pays.
Le premier foyer est ouvert en 2003, avec l'aide de l'American Friends Service Committee, une organisation pacifiste américaine liée aux quakers, sous la responsabilité de Layla Muhammad, médecin et porte-parole de l'OLFI, issue d'une famille communiste. Il est d'abord installé au premier étage des locaux du Syndicat des chômeurs en Irak, une ancienne banque squattée. Mais avec la rapide expansion de celui-ci, il doit déménager dans un endroit plus discret. Une nouvelle maison, pouvant abriter sept femmes, est ouverte. La situation militaire crée de nouvelles situations difficiles à gérer : « nous avons une fille qui a été violée par un soldat américain. Elle-même était militaire… Sa famille a essayé de la tuer quand elle a découvert le viol », explique Houzan Mahmoud.
Depuis la fin de l'année 2007, les foyers, jugés trop dangereux pour les résidentes, ont été fermés et les femmes sont désormais hébergées dans des familles d'accueil. Il s'agit d'un accueil temporaire lié au « chemin de fer souterrain ». L'opération coûte 60 000 $ par an.

### Action humanitaire
En 2003, l'OLFI a organisé l'aide humanitaire dans le camp de réfugiés Al-Huda à Bagdad, installé dans les bâtiments squattés de l'ancien ministère de l'intérieur, avec le soutien de CARE et de l'église mennonite américaine. Malgré des relations conflictuelles avec l'Armée du Mahdi, l'occupation dure un an, jusqu'à l'évacuation du camp par la police irakienne.

### L'observatoire des prisons de femmes
Cet Observatoire est une équipe de militantes et militants de l'OLFI, dirigée par Dalal Jumaa, qui concentre son action sur la défense des droits des femmes en prison et dans les commissariats. Elle a notamment obtenu l'autorisation de visiter régulièrement la prison de Khadidimya, à Bagdad, et de dénoncer les conditions de détention : viols lors des interrogatoires, mauvais traitements, présence des enfants en cellules. L'OLFI a entamé des négociations avec la municipalité de Bagdad pour ouvrir une crèche à proximité de la prison. En 2009, l'OLFI a alerté sur la situation de onze femmes condamnées à mort, détenues dans cette prison, après l'exécution de l'une d'entre elles. En 2010, les observatrices de l'OLFI ont rencontré des fillettes de 12 ans expulsées d'Arabie saoudite pour prostitution et emprisonnées en Irak.

### Pour les droits des femmes au travail
En février 2004, l'OLFI fait campagne pour soutenir cinquante employées de banque détenues sous l'accusation d'avoir détourné plusieurs millions lors des opérations d'échanges des billets de banque. Embarrassé par cette affaire, les autorités américaines les firent libérer et leur dénonciateur fut arrêté.
L'OLFI dénonce les licenciements de femmes liés aux pressions islamistes. Nuha Salim déclare : « Les insurgés et les milices ne veulent pas de nous dans le milieu professionnel pour diverses raisons : certains parce qu’ils croient que les femmes sont nées pour rester au foyer - et faire la cuisine et le ménage - et d’autres parce qu’ils disent qu’il est contraire à l’Islam qu’une femme et un homme se trouvent au même endroit si ce ne sont pas des parents proches ».

### Célébrer le 8 mars en Irak
Le 8 mars 2004, pour la journée mondiale des femmes, l'OLFI organise une manifestation au square Al-Ferdawse, où se trouvait autrefois la fameuse statue de Saddam Hussein, rassemblant environ 1 000 personnes, dont 90 % de femmes. Cette date du 8 mars a une valeur symbolique importante pour les militantes de l'OLFI, d'autant plus que le conseil de gouvernement provisoire avait décidé de déplacer la date de la journée des femmes au 18 août, anniversaire de la naissance de la fille du prophète.

### Action culturelle et artistique
En 2007, l'OLFI a engendré un nouveau projet baptisé Iraqi ArtAction for Peace, qui organise des festivals artistiques. Leur objectif est de montrer que, malgré l'occupation et la guerre civile, des poètes et des artistes de différentes communautés peuvent se rencontrer et parler de paix ensemble. Chaque rencontre est appelée Freedom Space.

### Questions internationales
L'OLFI prend régulièrement position sur des questions internationales. Nadia Mahmoud, alors représentante internationale de l'OLFI, a écrit à Jean-Pierre Raffarin pour le féliciter de la loi interdisant les symboles religieux dans les écoles. Elle s'en démarquait toutefois, en lui enjoignant de revoir sa politique vis-à-vis des immigrés, et de cesser toute forme de soutien public à des organisations religieuses. Il ne semble pas que ce dernier ait répondu, non plus qu'il ait tenu compte des conseils de l'OLFI.
Dans l'affaire des caricatures de Mahomet, Houzan Mahmoud, représentante de l'OLFI en Europe, s'était exprimée en faveur de la publication des caricatures, au nom de la liberté d'expression. Peu après, elle avait participé à une manifestation devant le siège de la BBC, avec d'autres organisations irakiennes et iraniennes de même sensibilité. Bahar Munzir, représentante de l'OLFI en Norvège, s'est exprimée sur le sujet dans l'Aftenposten, principal quotidien du pays, concluant par « Nous avons besoin de la liberté, de la liberté absolue ».

## Organisation et moyens d'action
En juin 2004, Houzan Mahmoud, vivant en Europe, parlait de 500 membres. En août, Yanar Mohammed, habitant à Bagdad, annonçait 2 000 membres et 10 000 sympathisantes pour l'OLFI. Lors du forum social mondial de Caracas, en janvier 2006, elle en annonce 5 000. Environ 15 % sont des hommes, mais les positions dirigeantes sont confiées de préférences aux femmes.
L'OLFI dispose de locaux à Bagdad, dans un immeuble squatté, et à Nasiriyah, ainsi que d'un foyer clandestin à Kirkouk. Le tirage ordinaire d'Al-Moussawat (L'Egalité), journal de l'OLFI, est de 3 000 exemplaires, certains numéros étant imprimés jusqu'à 10 000 exemplaires lorsque le budget le permet. Quoiqu'il soit supposé être bimensuel, sa périodicité semble très erratique. Un article publié dans le numéro 3 a entraîné un procès contre Yanar Mohammed, qui ne semble pas avoir abouti. Le journal est diffusé à Bagdad, Bassorah, Nasiriyah et Kirkouk. L'évolution de la situation en Irak a rendu le travail militant de plus en plus difficile ; par exemple, en 2007, les usines à main d'œuvre majoritairement féminine, dans lesquelles l'OLFI intervenait, n'existaient plus, et les déplacements en ville étaient devenus trop dangereux pour qu'une femme seule puisse se rendre à une réunion.

### Prix et récompenses
Le premier don (5 000 $) fait à l'OLFI est venu de la femme de lettres féministe américaine Eve Ensler. Cette dernière a organisé à New York la rencontre entre Yanar Mohammed et Jane Fonda en novembre 2003. En 2005, Yanar Mohammed s'est également vu décerner le titre de Vagina warrior, par le V-Day Europe.
En 2007, Yanar Mohammed a reçu le Eleanor Roosevelt Global Women’s Rights award, aux côtés de l'Afghane Sima Samar et des Américaines Rebbecca Gomberts et Laurie David. En 2008, Yanar Mohammed a reçu le Gruber Prize for Women’s Rights, partagé avec la Népalaise Sapana Pradhan Malla et l'Israélienne Nadera Shalhoub-Kevorkian. Le montant total de ce dernier prix est de 500 000 $.

### Relations avec le Congrès des libertés en Irak
Trois dirigeantes de l'OLFI sont signataires de la déclaration de création du Congrès des libertés en Irak, le 18 mars 2005 : Yanar Mohammed, Houzan Mahmoud et Nadia Mahmoud. Houzan Mahmoud, porte-parole internationale de l'OLFI, a joué quelque temps le même rôle pour l'IFC, avant d'y renoncer. Thikra Faisal, membre de l'OLFI, siège au Conseil central du Congrès. Les liens sont donc importants, mais on peut constater que le Congrès des libertés en Irak a créé son propre Bureau des femmes, sans lien apparent avec l'OLFI, et que cette dernière évoque rarement le Congrès dans sa communication. La proximité des deux organisations n'est donc pas sans nuances, et elles mènent des campagnes séparées.

## Menaces et répression

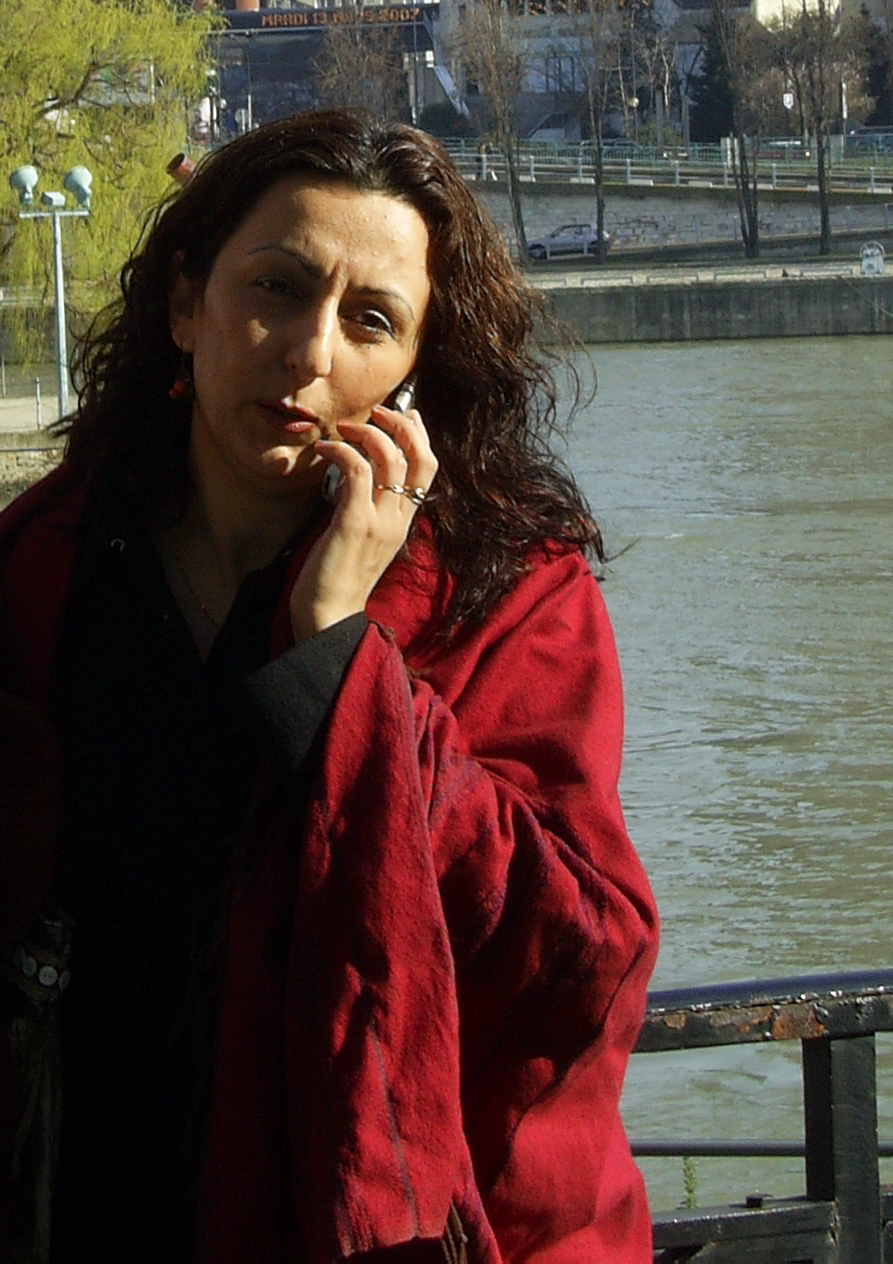
Houzan Mahmoud à Paris, en 2007, quelques jours après avoir reçu des menaces de mort revendiquée par Ansar al'Islam.

Dès sa création, l'OLFI tente de s'implanter dans la zone du Kurdistan irakien contrôlée par l'UPK où elle se heurte immédiatement à l'hostilité du parti au pouvoir. Dès l'ouverture de la salle de réunions de l'OLFI à Souleimaniye, la milice de l'UPK exerce des pressions sur les militantes, les contraignant à fermer leur local. Pour les dirigeants kurdes, il s'agit d'éviter une résurgence du Parti communiste-ouvrier d'Irak. À Erbil, Sakar Ahmed, dirigeante de la branche locale de l'OLFI, est menacée par sa propre famille à cause de son livre sur les crimes d'honneur.
En mars 2004, Yanar Mohammed reçoit des menaces de mort par courriel, émanant de l'Armée de Sahaba (Jaysh Al-Sahaba), un groupe lié aux Talibans. Depuis, elle porte régulièrement un gilet pare-balles et une arme à feu lors de ses déplacements. Ces menaces font suite à une interview télévisée où elle s'est exprimée en faveur des droits des femmes, dans le cadre de la campagne contre la révision du code de la famille. Elle aurait confié à la journaliste turque Nevin Sungur, avoir reçu un autre courriel de menaces, émanant d'un autre groupe islamiste, peu de temps après. Le journal de Moqtada al-Sadr aurait publié des caricatures de Yanar Mohammed, et la surnomme la fille du diable. En 2008, Yanar Mohammed continue de vivre dans une semi-clandestinité, changeant régulièrement de logement, son adresse n'étant connue que de quelques personnes de confiance. Mais elle participe toujours personnellement aux actions publiques de l'OLFI.
Le 26 février 2007, la porte-parole Houzan Mahmoud, qui réside à Londres, reçoit un courriel de menaces de la part du groupe islamiste sunnite kurde Ansar al'Islam. Cette menace intervient pendant qu'elle mène une campagne contre l'introduction de la sharia dans la constitution régionale du Kurdistan. Le message précise : « Avec la permission de Dieu qui est grand, nous allons vous tuer, en Irak ou à Londres, durant le mois de mars parce que vous faites une campagne contre l'Islam. Votre châtiment sera d'être envoyée à Dieu. » Cette organisation armée, fondée en 2001, contrôle un petit secteur du Kurdistan proche de la frontière iranienne, dispose de 700 hommes armés et de réseaux financiers et humains importants en Europe. Elle est connue pour des attentats contre des écoles pour filles, des salons de coiffure pour femmes et des assassinats de femmes ne portant pas la Burqa.

### Documents multimedia
- Osamu Kimura, Iraqi Civil Resistance, Video series « Creating the 21th Century » n° 8, VHS/DVD, Mabui-Cine Coop Co. Ltd, 2005 [DVD produit au Japon et présentant plusieurs organisations de la résistance civile en Irak, dont l'Organisation pour la liberté des femmes en Irak.
- Osamu Kimura, Go forward, Iraq Freedom Congress. Iraq Civil Resistance Part II, Video series « Creating the 21th Century » n° 9, VHS/DVD, Mabui-Cine Coop Co. Ltd, 2005 (durée : 32 min) (DVD documentaire produit au Japon consacré à la résistance civile en Irak, contenant notamment une interview de Yanar Mohammed.)

#### Sites
- (en) Site officiel
- Site de l'Organisation pour la liberté des femmes en Irak
- Solidarité Irak

#### Vidéos
- Fighting for women's rights in Iraq, interview de Yanar Mohammed au sujet du meurtre de Dua Khalil Aswad, 26 juin 2007, sur le site CNN (attention, images choquantes).
- A day in the life of Iraqi women, interview en deux parties de Houzan Mahmoud sur la situation des femmes en Irak, sur la chaîne Al Jazeera, 3 mars 2007.